# Milagros Frías Navarrete
Milagros del Monte Frías Navarrete (Tomares, 11 de enero de 1952) es una profesora y política española.

## Biografía
Licenciada en Filología, es profesora de Literatura y lengua española en enseñanza secundaria en España, y lo fue también en Estados Unidos. Miembro del Partido Socialista Obrero Español (PSOE), fue concejal del ayuntamiento de Tomares, delegada de Bienestar Social. En las elecciones generales de 1989 obtuvo el acta de diputada al Congreso por la circunscripción de Sevilla, renovando el escaño en la siguiente convocatoria (1993). Después, en la VI Legislatura, sustituyó la vacante en el escaño de Francisco Moreno Franco (octubre de 1997 a enero de 2000). Durante su tiempo como parlamentaria, fue secretaria primera de la Comisión de Política Social y de Empleo, de la Comisión de Reglamento y de la Mesa del Congreso, así como miembro de la Delegación española ante el Consejo de Europa y la asamblea de la Unión Europea Occidental. En 1996 el Consejo de Ministros le otorgó la banda de Dama de la Orden del Mérito Civil.